# Лејк Сент Крој Бич (Минесота)
Лејк Сент Крој Бич (енгл. Lake St. Croix Beach) град је у америчкој савезној држави Минесота.

## Демографија
По попису из 2010. године број становника је 1.051, што је 89 (-7,8%) становника мање него 2000. године.
| Група             | 2000.         | 2010.       |
| Белци             | 1.082 (94,9%) | 984 (93,6%) |
| Афроамериканци    | 4 (0,4%)      | 2 (0,2%)    |
| Азијати           | 10 (0,9%)     | 10 (1,0%)   |
| Хиспаноамериканци | 21 (1,8%)     | 28 (2,7%)   |
| Укупно            | 1.140         | 1.051       |